# 石神豊
石神 豊（いしがみ ゆたか、1946年4月 - ）は日本の哲学者、博士（文学）。創価大学名誉教授、元大学院文学研究科長、元文学部長。公益財団法人東洋哲学研究所副所長。近代西洋哲学、西田哲学、人間形成の倫理と論理を専攻。

## 略歴
静岡県浜松市出身。静岡県立浜松北高等学校を経て、1969年3月 名古屋大学文学部卒業、1975年7月東北大学大学院文学研究科博士課程修了。2017年創価大学名誉教授。

## 著書
- 『ヒューマニズムとは何か』（第三文明社） 1998年　ISBN 4-476-01230-2
- 『西田幾太郎 - 自覚の哲学』（北樹出版） 2001年　ISBN 4-89384-792-9